# Anguk állomás
Anguk állomás a szöuli metró 3-as vonalának állomása Szöul Csongno-ku (Jongno-gu) kerületében. A közelben található a Cshangdokkung (Changdeokgung) palota, a Pukcshon (Bukcheon) hanokfalu és Insza-tong (Insa-dong).

## Viszonylatok
| 3-as vonal                                       | 3-as vonal | 3-as vonal                                   |
| ------------------------------------------------ | ---------- | -------------------------------------------- |
| Kjongbokkung (Gyeongbokgung) Tehva (Daehwa) felé | fő vonal   | Csongno 3-ka (Jongno 3-ga) Ogum (Ogeum) felé |